# 20 giugno
Il 20 giugno è il 171º giorno del calendario gregoriano (il 172º negli anni bisestili). Mancano 194 giorni alla fine dell'anno. Può cadere in questa data, oppure l'indomani, il solstizio estivo nell'emisfero boreale, quindi il sostizio invernale nell'emisfero australe.

## Eventi
- 451 – Battaglia dei Campi Catalaunici: l'esercito di Attila viene sconfitto dall'esercito romano guidato dal generale Flavio Ezio;
- 1214 – L'Università di Oxford riceve il suo statuto;
- 1756 – Una guarnigione inglese è imprigionata nel "Buco nero di Calcutta";
- 1789 – I deputati del Terzo Stato francese effettuano il Giuramento della Pallacorda;
- 1791 – Il re di Francia Luigi XVI tenta la fuga dalla Francia travestito da servo, ma viene riconosciuto e fermato nella città di Varennes-en-Argonne;
- 1810 – Hans Axel von Fersen, ex amante della regina Maria Antonietta di Francia, viene ucciso per linciaggio dalla folla durante i funerali del principe Carlo Augusto, della cui morte Fersen era ritenuto direttamente colpevole;
- 1819 – Il vascello statunitense SS Savannah arriva a Liverpool: è il primo vascello a vapore ad attraversare l'Atlantico, anche se gran parte del viaggio venne effettuato a vela;
- 1837 – La regina Vittoria del Regno Unito sale sul trono britannico;
- 1859 – Stragi di Perugia: a Perugia i mercenari svizzeri di papa Pio IX abbattono il governo provvisorio che chiede l'indipendenza dallo Stato Pontificio e dopo essere entrati in città risalgono verso il centro massacrando sia i cittadini armati sia bambini, donne e anziani rifugiati nelle case;
- 1862 – Barbu Catargiu viene assassinato;
- 1863 – La Virginia Occidentale viene ammessa come 35º Stato degli USA;
- 1866 – L'Italia si allea alla Prussia contro l'Austria iniziando di fatto la terza guerra d'indipendenza italiana;
- 1877 – Alexander Graham Bell installa il primo servizio telefonico commerciale a Hamilton (Ontario);
- 1888 – Promulgazione dell'enciclica Libertas da parte di papa Leone XIII;
- 1919 – 150 persone muoiono nell'incendio del Teatro Yaguez a Mayagüez in Porto Rico;
- 1939 – La Song School di Benny Goodman termina la sua serie radiofonica;
- 1941 – Vengono istituite le United States Army Air Forces, predecessori dell'attuale United States Air Force;
- 1942 – Seconda guerra mondiale: Tobruch cade in mano alle truppe dell'Asse;
- 1944 – Seconda guerra mondiale: Perugia e Fermo vengono liberate dal nazi-fascismo;
- 1960 – Indipendenza del Mali e del Senegal;
- 1963 – Viene stabilita la "linea rossa" tra Unione Sovietica e Stati Uniti d'America;
- 1966 – Il Canada vende 12 milioni di metri cubi di frumento all'Unione Sovietica;
- 1969 – Jacques Chaban-Delmas diventa primo ministro della Francia;
- 1973 – Apre al pubblico la sala da concerti NHK Hall a Shibuya (Tōkyō);
- 1975 – Esce nelle sale cinematografiche statunitensi il film Lo squalo;
- 1976 – Si svolgono le elezioni politiche in Italia;
- 1977 – Il petrolio inizia a scorrere attraverso il Trans-Alaska Pipeline System (TAPS);
- 1980 – Esce nelle sale cinematografiche statunitensi il film The Blues Brothers - I fratelli Blues;
- 1983 – L'LZW viene brevettato negli USA;
- 1990 – Viene scoperto l'asteroide 5261 Eureka;
- 1991 – Il parlamento tedesco decide di spostare la capitale da Bonn a Berlino;
- 1992 – Prima edizione del Thunderdome (The Final Exam) a Jaarbeurs, vicino a Utrecht;
- 1995 – Il cantante statunitense Michael Jackson pubblica il suo primo e ultimo best of intitolato HIStory; per celebrare l'evento, per una settimana il canale televisivo MTV cambia nome in "MJTV" e dedica all'artista la sua programmazione[1];
- 2001 – Pervez Musharraf diventa presidente del Pakistan;
- 2003 – Viene fondata a St. Petersburg (Florida) la Wikimedia Foundation;

## Nati
Ci sono circa 1 130 voci su persone nate il 20 giugno; vedi la pagina Nati il 20 giugno per un elenco descrittivo o la categoria Nati il 20 giugno per un indice alfabetico.

## Morti
Ci sono circa 480 voci su persone morte il 20 giugno; vedi la pagina Morti il 20 giugno per un elenco descrittivo o la categoria Morti il 20 giugno per un indice alfabetico.

## Feste e ricorrenze

### Civili
Internazionali:
- ONU – Giornata mondiale dei profughi (dal 2001)

Nazionali:
- Eritrea - Giorno dei Martiri
- Italia - Festa europea della musica a Lucca (3º giorno)

### Religiose
Cristianesimo:
- Beata Vergine Maria Consolatrice (La Consolata), venerata a Torino
- Sant'Adalberto di Magdeburgo, vescovo
- San Baino di Thérouanne, vescovo e abate
- Sant'Elia di Ohren, badessa
- Sant'Ettore martire
- San Giovanni da Matera, abate
- San Giovanni Battista Zola, sacerdote e martire
- San Gobano, eremita
- San Guibsech di Cluain-Bairenn
- San Metodio di Olimpo, vescovo e martire
- Beato Dermot O'Hurley, vescovo e martire
- Beati Francesco Pacheco e compagni, gesuiti martiri in Giappone
- Beato Giovanni Gavan, martire in Inghilterra
- Beato Luigi Matienzo, mercedario
- Beata Margherita Ball, madre di famiglia, martire
- Beata Margherita Ebner, domenicana
- Beato Martino de Agreda, mercedeario
- Beati Martiri irlandesi
- Beato Paolo Xinsuki, martire in Giappone
- Beato Tommaso Whitbread e compagni, martiri